# Zenodoto di Mallo
Zenodoto di Mallo (in greco antico: Ζηνόδοτος?, Zēnódotos; latino Zenodŏtus; fl. II secolo a.C.) è stato un grammatico greco antico fu un allievo o quantomeno un seguace di Cratete di Mallo.

## Vita
Di Zenodoto si sa solo che proveniva dalla stessa città della Cilicia, Mallo, in cui era nato Cratete. La sua datazione tra il II e il I secolo a. C. è incerta perché non è chiaro se sia stato o meno allievo diretto di Cratete e potrebbe aver operato sotto Tolomeo IX.

## Opere
Un'opera di Zenodoto è citata negli scoli all'Eneide contenuti in un manoscritto della Biblioteca capitolare di Verona, ma il titolo dell'opera è corrotto e non è possibile stabilirlo con certezzaː si trattava, probabilmente, di un dialogo in cui Zenodoto di Peone (o Peana), con Apollo, opponendosi agli allievi di Aristarco, che pensavano fossero due divinità distinte e il cui portavoce era un certo Naucrate.
Inoltre, forse a lui attribuile era un trattato Contro i versi di Omero atetizzati da Aristarco (Πρὸς τὰ ὑπ’Ἀριστάρχου ἀθετούμενα τοῦ ποιητοῦ), in cui, tra l'altro, si riportava l'opinione che Omero sarebbe stato un Caldeo, ma non è chiaro se con questo termine egli intendesse un babilonese oppure un astrologo.
Ancora, di carattere esegetico, anche se sussiste il dubbio, era un commentario ai Fenomeni di Arato di Soli.